# Ophrys raynaudii
Ophrys raynaudii là một loài thực vật có hoa trong họ Lan. Loài này được P.Delforge mô tả khoa học đầu tiên năm 1994.